# Sea Point
Sea Point (Seepunt en afrikaans) est l'un des faubourgs les plus denses de la ville du Cap en Afrique du Sud. Il est situé entre Signal Hill et l'Océan Atlantique, à quelques kilomètres à l'ouest du centre historique et du centre d'affaires de la ville du Cap.

## Démographie
Le quartier comprend plus de 13 332 résidents, principalement issu de la communauté blanche (67,46 %). Les noirs représentent 17,97 % des habitants tandis que les coloureds, population majoritaire au Cap, représentent 7,67 % des résidents
Les habitants sont à 68,58 % de langue maternelle anglaise, à 13,33 % de langue maternelle afrikaans et à 3,63 % de langue maternelle xhosa.
Durant l'Apartheid, Sea Point était une zone réservée aux blancs. Depuis les années 90, il s'est ouvert à la mixité et on y compte de nombreux étrangers et d'africains, qu'ils soient noirs ou issus des communautés indiennes ou métis. Le quartier est également apprécié par la communauté juive du Cap ainsi que par la communauté gay.

## Géographie

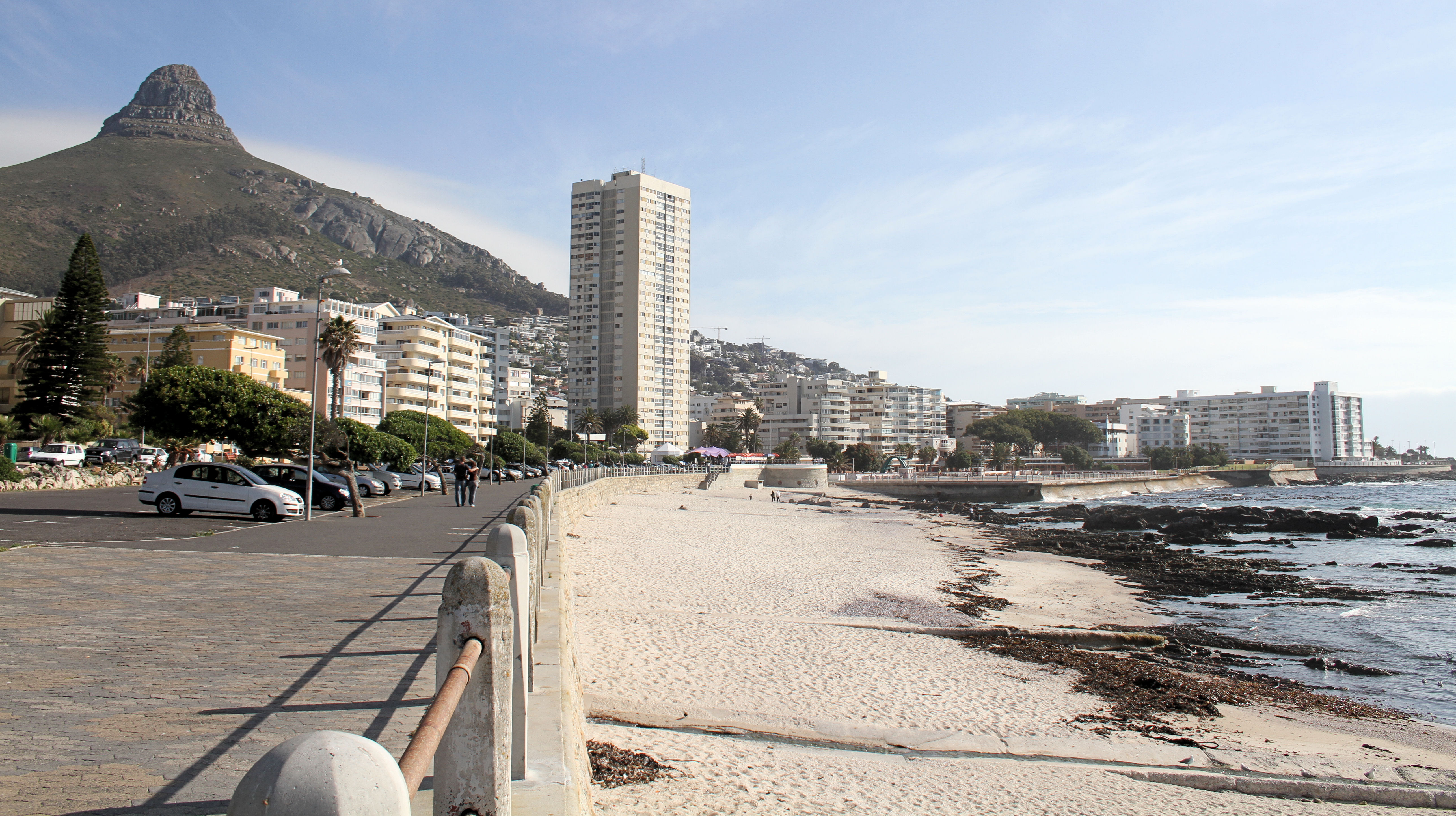
Front de mer du faubourg de Sea Point et Lion's Head en arrière-plan

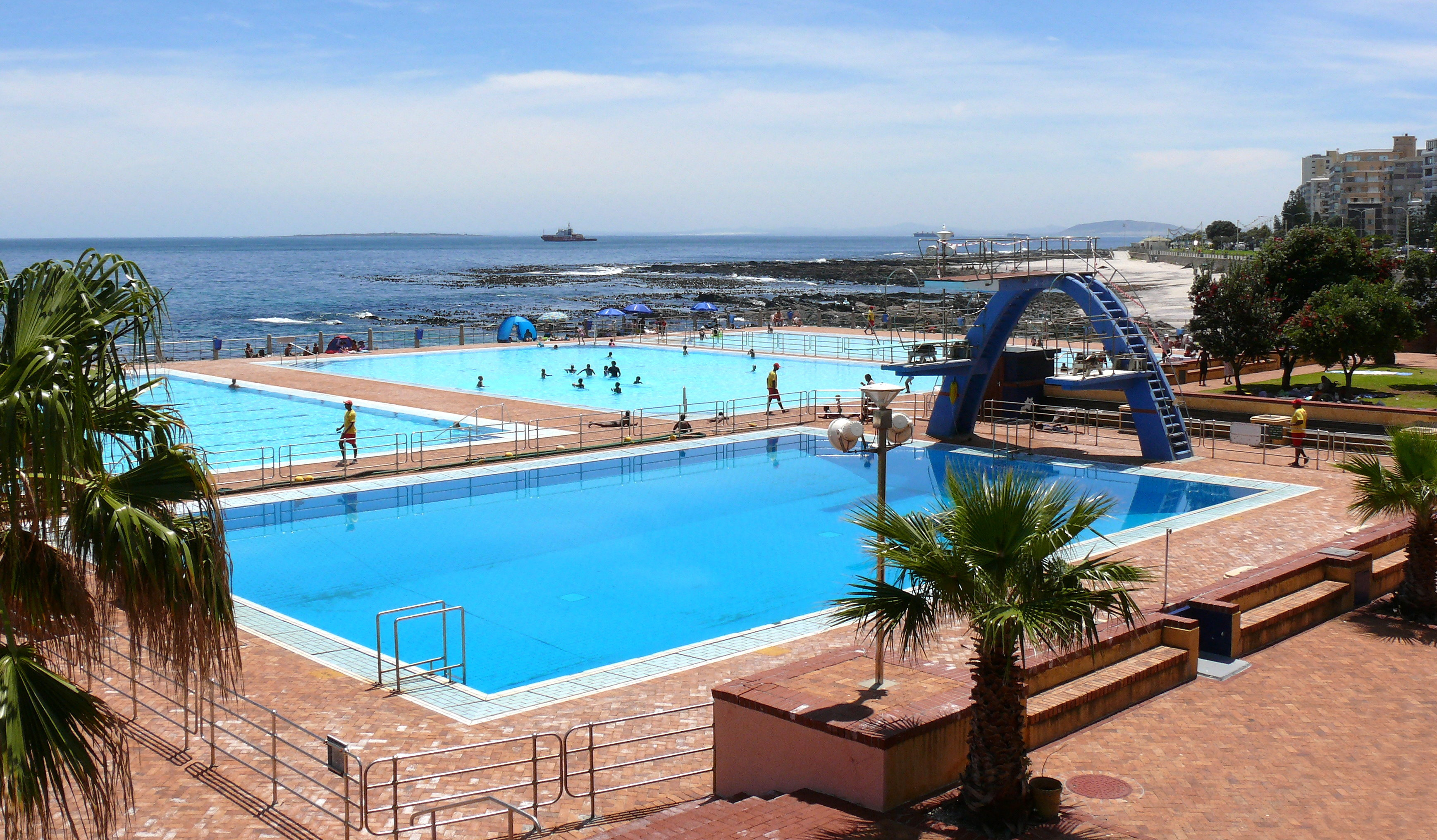
Le Sea Point Pavilion Swimming Pool

Sea Point est une banlieue du Cap. Ce faubourg est situé sur une étroite bande de terre entre le Cap et la Montagne de la Table au sud-est, et l'océan Atlantique au nord-ouest. C'est une des zones à forte densité apprécié pour sa proximité de l'océan. Les maisons individuelles sont mitoyennes et orientées vers le côté nord de la montagne tandis que les immeubles d'habitations sont plus nombreux dans le centre et proche de la plage. 
Une promenade pavée borde l'océan, le long du front de mer. Le littoral présente des caractéristiques différentes tout au long de cette promenade. Certaines parties sont rocheuses et presque inaccessibles tandis que d'autres parties ont des plages accessibles. Sea Point Beach jouxte notamment une piscine d'eau de mer de taille olympique. Une autre plage est celle de Rocklands
Les plages de Sea Point sont généralement couvertes de varech au contraire des plages de Clifton et de Camps Bay.
Contrairement à l'Océan Indien, les plages de ce côté de la péninsule du Cap sont froides (11-16 °C).

## Historique
Sea Point prit son nom en 1776 quand le commandant Sam Wallis y fit camper ses hommes afin d'éviter une épidémie de variole qui ravageait Le Cap. Sea Point se développe comme une banlieue résidentielle au début des années 1800 et en 1839 est incorporée dans une municipalité commune avec la localité voisine de Greenpoint. Le recensement de 1875 indique que Sea Point et Greenpoint ont une population de 1 425 habitants. En 1904, il y en a 8 839.
En 1913, Le Cap, Sea Point, Greenpoint, Woodstock, Maitland, Mowbray, Rondebosch, Claremont et Kalk Bay sont amalgamées et incorporées dans la nouvelle municipalité du Cap (City of Greater Cape Town).

## Politique

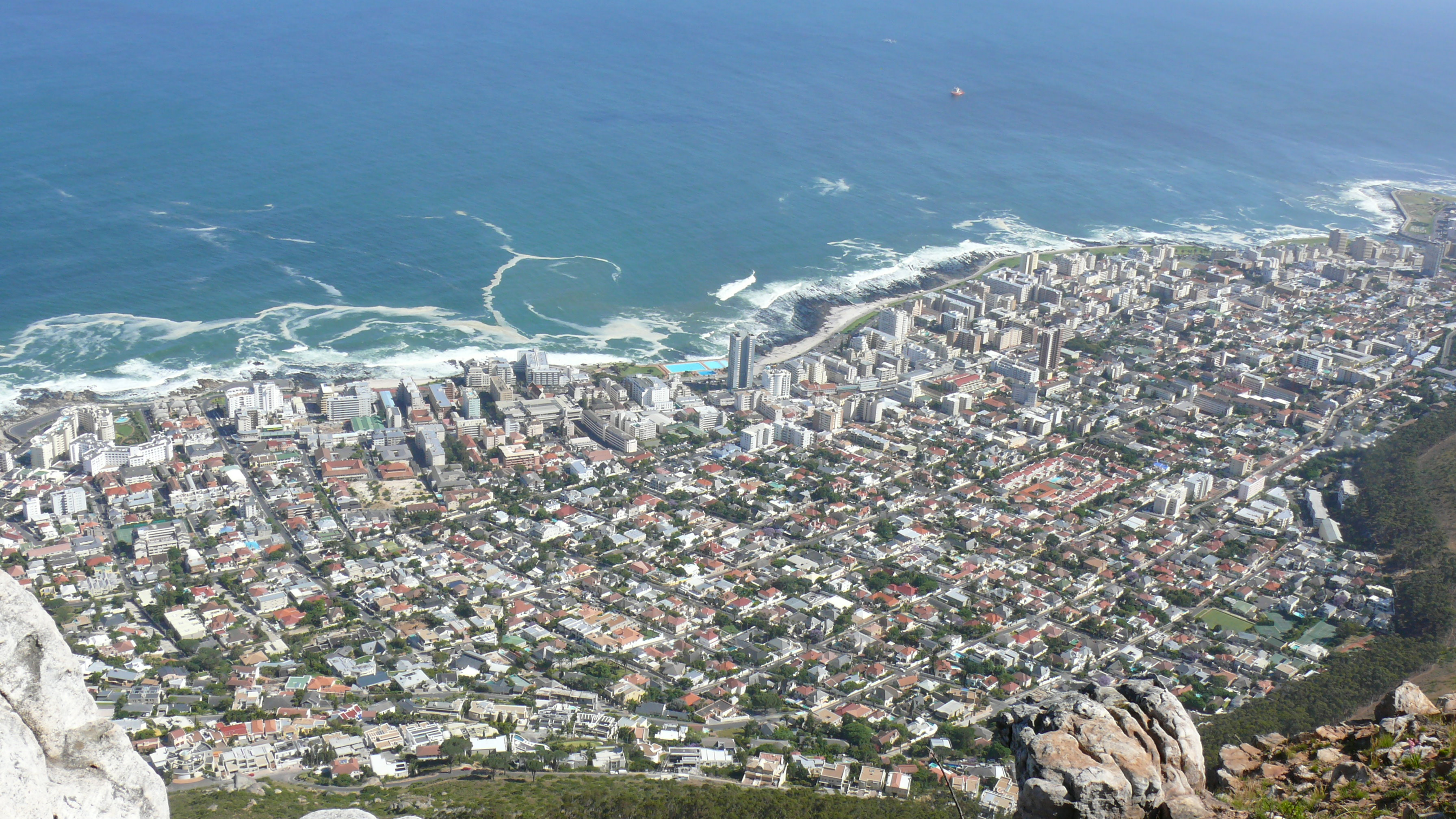
Fresnaye et Sea Point vus de Lion’s Head qui entoure le faubourg à l’est. Sea Point se trouve au nord et à l’ouest, séparant la banlieue de l’océan Atlantique.

Sea Point est un bastion politique de l'Alliance démocratique (DA) situé dans 16ème arrondissement (subcouncil) du Cap et dans le ward 54 au côté de Camps Bay, Fresnaye, Bantry Bay, Robben Island, Signal Hill, Bakoven, Clifton, Three Anchor Bay (partiellement) et Oudekraal. Depuis 2016, le conseiller municipal élu dans le ward est Shayne Ramsay (DA).

## Écoles locales
- Sea Point Primary
- Herzlia Weizmann Primary.
- Sea Point High